# Allium lycaonicum
Allium lycaonicum är en amaryllisväxtart som beskrevs av Walter Siehe och August von Hayek. Allium lycaonicum ingår i släktet lökar, och familjen amaryllisväxter. Inga underarter finns listade i Catalogue of Life.